# Hořice na Šumavě
Hořice na Šumavě település Csehországban, a Český Krumlov-i járásban. Hořice na Šumavě Kájov, Světlík, Bohdalovice és Černá v Pošumaví településekkel határos. Lakosainak száma 903 fő (2024. január 1.).

## Népesség
A település lakosságának változását az alábbi diagram mutatja:
| Lakosok száma | 2218 | 2431 | 2268 | 726  | 716  | 782  | 818  | 828  | 816  | 903  |
|               | 1869 | 1900 | 1921 | 1961 | 1980 | 2011 | 2016 | 2019 | 2021 | 2024 |